# Baltic Volleyball League (femminile)
La Baltic Volleyball League è una competizione pallavolistica per squadre di club estoni, lettoni e lituane femminili, organizzata con cadenza annuale congiuntamente dalle federazioni pallavolistiche delle nazioni partecipanti (EVF, LVF e LTF).

## Edizioni
| Edizione         | Edizione          | Podio                 | Podio                 | Podio                 |               |
| Anno             | Sede della finale | Campione              | Seconda               | Terza                 |               |
| ---------------- | ----------------- | --------------------- | --------------------- | --------------------- | ------------- |
| 2006-07 Dettagli | -                 | Selver Viimsi         | Rīga                  | Jelgava               |               |
| 2007-08 Dettagli | -                 | Selver Viimsi         | Rīga                  | Duo                   |               |
| 2008-09 Dettagli | -                 | Olympic Tallinn       | Viljandi Metall       | Ropaži                |               |
| 2009-10 Dettagli | -                 | Viljandi Metall       | Rīga                  | Jelgava               |               |
| 2010-11          | Non disputata     | Non disputata         | Non disputata         | Non disputata         | Non disputata |
| 2011-12 Dettagli | -                 | Pärnu                 | Jelgava               | Ropaži                |               |
| 2012-13 Dettagli | -                 | Kamunal'nik Mahilëŭ   | Minčanka              | Atlant Baranoviči     |               |
| 2013-14 Dettagli | -                 | Kohila                | Jelgava               | Achema                |               |
| 2014-15 Dettagli | -                 | Kohila                | Achema                | Jelgava               |               |
| 2015-16 Dettagli | -                 | Kohila                | Kaunas                | TTÜ                   |               |
| 2016-17 Dettagli | -                 | Kaunas                | Kohila                | miLATss               |               |
| 2017-18 Dettagli | -                 | Duo                   | Alytaus Jotvingių     | Kaunas                |               |
| 2018-19 Dettagli | Tartu             | Alytaus Jotvingių     | Duo                   | Rīgas Volejbola skola |               |
| 2019-20 Dettagli | Jüri              | Rīgas Volejbola skola | TalTech               | Duo                   |               |
| 2020-21 Dettagli | Tallinn           | TalTech               | Rīgas Volejbola skola | Duo                   |               |
| 2021-22 Dettagli | Kaunas            | Kaunas                | Duo                   | Aušrinė               |               |
| 2022-23 Dettagli | Tallinn           | Kaunas                | Aušrinė               | Rīgas Volejbola skola |               |
| 2023-24 Dettagli | Tallinn           | RSU                   | Duo                   | TalTech               |               |

## Palmarès per club
| Squadra               | Titolo | Edizione                  |
| --------------------- | ------ | ------------------------- |
| Kohila                | 3      | 2013-14, 2014-15, 2015-16 |
| Kaunas                | 3      | 2016-17, 2021-22, 2022-23 |
| Selver Viimsi         | 2      | 2006-07, 2007-08          |
| Olympic Tallinn       | 1      | 2008-09                   |
| Viljandi Metall       | 1      | 2009-10                   |
| Pärnu                 | 1      | 2011-12                   |
| Kamunal'nik Mahilëŭ   | 1      | 2012-13                   |
| Duo                   | 1      | 2017-18                   |
| Alytaus Jotvingių     | 1      | 2018-19                   |
| Rīgas Volejbola skola | 1      | 2019-20                   |
| TalTech               | 1      | 2020-21                   |
| RSU                   | 1      | 2023-24                   |

## Palmarès per nazioni
| Nazione     | Titolo |
| ----------- | ------ |
| Estonia     | 10     |
| Lituania    | 4      |
| Lettonia    | 2      |
| Bielorussia | 1      |